# Athesans-Étroitefontaine
Athesans-Etroitefontaine je kraj in občina v francoskem departmaju Haute-Saône regije Franche-Comté. Leta 2008 je imel 617 prebivalcev.

## Geografija
Ozemlje občine leži ob reki Le Rognon. Sestavljeno je iz dveh nekdanjih občin Athesans in Etroitefontaine. Občina je vključena v kanton Villersexel, slednji pa v okrožje Lure.
1. ↑  »Populations légales 2016«. Nacionalni inštitut za statistične in gospodarske raziskave. Pridobljeno 25. aprila 2019.